# Andricus glandulae
Andricus glandulae är en stekelart som först beskrevs av Hartig 1840.  Andricus glandulae ingår i släktet Andricus, och familjen gallsteklar. Arten är reproducerande i Sverige.